# マイケル富岡
マイケル富岡（まいけるとみおか、1961年8月5日 - ）は、日本で活動するDJ、タレント、俳優。アメリカニューヨーク州クイーンズ生まれ、東京都府中市育ち。アメリカ人（母方が日系アメリカ人）。身長182cm、体重68kg。本名はマイケル・アンソニー・シェリダン（Michael Anthony Sheridan）。アンソニープロモーション所属。

## 来歴
両親共にアメリカ人（母方が日系アメリカ人）。アメリカで生まれるも、父親がアメリカ空軍将校だったため、様々な国を転々とし、最終的に府中通信施設に移住した。両親の離婚後は日本の小学校に通ったが、最終的にセント・メリーズ・インターナショナル・スクールに進学した。
1970年にモデルとして芸能界デビュー。VJ・DJのシャーリー富岡の弟として注目され、1977年には日産「スカイライン」でCMデビュー。
1985年に『MTV:Music Television』のVJとしてデビュー以降、多方面で活動している。1993年に日清焼そばU.F.O.のCMで「UFO仮面ヤキソバン」役で出演し人気を集める。共演したデーブ・スペクターとともに話題となった。
2007年、バラエティ番組『くりぃむナントカ』（テレビ朝日）以降、キャラクターで注目を浴び、2012年頃からバラエティ番組での露出が増えている。
2017年に、父の墓をSNSに投稿したところアメリカに2人の妹がいることが判明し、初の対面を果たした。

## 人物
趣味はウィンドボード、サーフィン、椅子集め。特技はバスケ、ボウリング、ゴルフであった。
愛称はマイコー。芸能活動の全盛期である1990年代前半、自ら「ボクのことはマイケルじゃなくてマイコーと呼んでください」と共演者に呼びかけていたことがあった。なお、番組表などでマイキー富岡と表記されたこともあった。日本では、富岡 健（とみおか けん）と名乗ることもある。芸名の「富岡」は母型の名字である。
俳優の渡洋史は、自身の主演作『宇宙刑事シャリバン』にゲスト出演した富岡が次作『宇宙刑事シャイダー』の主役候補だったと証言している。

## 出演

### テレビドラマ
- Gメン75
- 宇宙刑事シャリバン 第29話（1983年、テレビ朝日） - 新田探偵 役 ※富岡賢名義
- 君の瞳に恋してる!（1989年、フジテレビ） - ジェームス 役
- いつも誰かに恋してるッ 第6話（1990年、フジテレビ）
- 世にも奇妙な物語『死後の苦労』（1990年、フジテレビ）
- 信長 KING OF ZIPANGU（1992年、NHK） - 明智光秀 役
- 土曜ドラマ（NHK）
  - 和菓子の味（1994年） - 大村良樹 役
- 八神くんの家庭の事情（1994年 - 1995年、朝日放送） - 四日市先生 役
- HOTEL 第4シリーズ（1995年、TBS）
- チキチキバンバン（1996年、日本テレビ）
- さしすせそ!?（1997年、TBS）
- ウルトラマンダイナ 第44話（1998年、毎日放送） - マーク浅川 役
- 夜逃げ屋本舗 第3話（1999年、日本テレビ） - DJシュラト 役
- リモート 第7話（2002年、日本テレビ） - ゴウ・藤堂 役
- 美女か野獣 第6話「2月14日の奇跡」（2003年、フジテレビ） - 貴島章吾 役
- ゴッドハンド輝（2009年、TBS） - ケビン・ゼッターランド・久坂 役
- 世にも奇妙な物語 21世紀 21年目の特別編『通算』（2011年、フジテレビ） - 通算紳士 役
- 専業主婦探偵〜私はシャドウ 第5話（2011年、TBS） - ホフマン 役
- 悪夢のドライブ（2012年、BS朝日） - イーグル中村 役
- 牙狼〈GARO〉-GOLDSTORM- 翔 第8話（2015年、テレビ東京） - スミダ 役
- 天才バカボン（2017年） ‐ マリ・ゲラー 役
- 大貧乏（2017年） ‐ ジャスティス・ゴトー 役
- 警視庁ゼロ係〜生活安全課なんでも相談室〜（2018年） - ジェームズ富沢 役
- ブラックスキャンダル（2018年） ‐ ジョーン・D 役
- トクサツガガガ（2019年2月1日） - 回転寿司屋の客 役
- グランメゾン東京（2019年、TBS） - フェルナン・文則・ベルナール 役
- サ道2021 第8話（2021年8月28日、テレビ東京） - マイケル富岡（本人） 役
- ホメられたい僕の妄想ごはん（2021年） - デンタル坂本 役
- こんなところで裏切り飯 〜嵐を呼ぶ七人の役員〜 第6話（2025年2月20日、中京テレビ・日本テレビ） - ベルソン直樹 役

### バラエティー
- とんねるずの仁義なき花の芸能界全部乗っ取らせていただきます（1988年、日本テレビ） - ドッキリ企画で湖に滑り台形式で落とされてしまった。
- ねるとん紅鯨団 (1989年、フジテレビ、関西テレビ制作) -芸能人大会で出演
- とんねるずのみなさんのおかげです (1990年、フジテレビ) - コントに参加
- 北野ファンクラブ（フジテレビ） - 番組内のコーナー「亀有ブラザーズ」の司会を1回担当。同番組で行ったアンケート「チンポのでかそうなタレント」第3位に選ばれたことがきっかけ。MCで「こんばんは、デカチンVJのマイケル富岡です」「ナビゲーターは"Big dick"マイケル富岡でした」等の名台詞を連発した。
- 明石家さんまのスポーツするぞ!大放送（フジテレビ）
- ネプリーグ（フジテレビ） - 深夜時代の1コーナー「Let's Study J-POP English」のナレーションを担当。詳しくは番組の項を参照。
- ダウトをさがせ!（毎日放送）-ダウトマンとして出演。
- ポンキッキーズ（フジテレビ）
- ぐるぐるナインティナイン（日本テレビ） - 「自称男前の恋人選びの旅」に、レギュラーのナインティナイン、石田純一らと出演。
- ダウンタウンのガキの使いやあらへんで!!大晦日年越しSP絶対に笑ってはいけない病院24時（2007年12月31日、日本テレビ）
- 解禁!暴露ナイト（2013年2月14日、テレビ東京）
- ゴールデンタイム（フジテレビ） - 不定期出演

### ウェブテレビ
- 土曜の夜は尻上がり!「ピーチゃんねる」（2016年7月16日 - 2017年9月30日・2018年7月1日、AbemaTV） - オーガナイザー
- 真夏の濡れ濡れビンカン学校（2017年7月22日・24日、AbemaTV） - 理事長
- 全日本女子パリピ選手権（2018年5月12日 - 13日、AbemaTV） - 審査員
- 大人の恋愛地図 Supported by 東京カレンダー（2021年10月14日 - 11月25日、ABEMA） - コメンテーター

### 音楽番組
- MTV:Music Television（ABCテレビ）
- ミュージックトマトJAPAN（テレビ神奈川） - ビデオジョッキー（1993年末まで）

### 映画
- ゴジラ FINAL WARS（2004年、東宝） - テレビ討論会パネラー（本人） 役[2]
- 銀色のシーズン（2008年、東宝）
- 宇宙で1番ワガママな星（2010年、よしもとクリエイティブ・エージェンシー） - 岡本健司 役
- 劇場版 ミューズの鏡〜マイプリティドール〜（2012年、松竹） - 三木翼 役
- 劇場版 ウルトラマンX きたぞ!われらのウルトラマン（2016年、松竹メディア事業部） - カルロス黒崎 役
- ハオト（2025年、渋谷プロダクション）[6]

### オリジナルビデオ
- UFO仮面ヤキソバン 怒りのあげ玉ボンバー（1994年、JVCケンウッド・ビクターエンタテインメント） - 日川清太郎 / ヤキソバン 役
- スーパー戦隊シリーズ（東映）
  - 帰ってきた侍戦隊シンケンジャー 特別幕（2010年） - 銀志郎 役
  - 帰ってきた天装戦隊ゴセイジャー last epic（2011年） - MC富岡松 役
- ビルド NEW WORLD 仮面ライダーグリス（2019年11月27日） - サイモン・マーカス / ファントムクラッシャー 役[7]

### ラジオ
- しのオールディーズ（2010年1月29日、NHKラジオ第1放送） - 自身の生い立ち、芸能界デビュー、マイケル・ジャクソン、マドンナ、ボン・ジョビなどについて語った。
- マイケル富岡の東京KARAO（1993年10月 - 1994年3月、文化放送）
- ビートルズ&ストーンズ（民放AM各局）[1]
- NISSAN BEAT FACTORY（エフエム東京）
- おはようパーソナリティ小縣裕介です（2023年12月14日、ABCラジオ）

### CM
- 日産自動車「スカイライン」（C210型） - 5代目スカイライン、通称「ジャパン」初期のイメージキャラクターとして朝比奈マリアと共演。C110型スカイライン、通称「ケンメリ」のCMに出ていたと言われることがあるがそれは間違い。
- ナショナル「ラブアイツイン」
- 日清食品「日清焼そばU.F.O.」 - UFO仮面ヤキソバンが話題になった[8]。
- フジテレビ「みんなそろそろホントのことを」（ミイラ男）
- トーヨーサッシ「アリーズ」[9]
- デジタルツーカー東北
- ECC
- プロミス「いらっしゃいまし～ん」[10]

### レコード・CD
- ゆれたいムーン・ライト（1987年） - ナショナル「ラブアイツイン」CMソング
- COUNT DOWN JAPAN NON-STOP HOTLINE/ノンストップ・ディスコ・ヒッツ・ウィズ・マイケル富岡（1989年）
- ノンストップ・ディスコ・ヒッツ・ウィズ・マイケル富岡/ミスター・クランボ&ザ・ゴーゴーラッパーズ（1989年）
- SUPER FM K.T.P.W/ノンストップ・ディスコ・ヒッツ・ウィズ・マイケル富岡（1989年）
- マイケル富岡BOX Vol.1〜ノンストップ・ディスコ・ヒッツ〜（1990年）
- ノンストップ・ディスコ・ヒッツ・ウィズ・マイケル富岡Vol.6（1990年）
- 村田和人 - 夏!夏!夏! BEST ALBUM -NON STOP DJ MIX- UNIVERSAL EDITION（2013年）

### 広告媒体
- 舞子高原スキー場（冨岡さんもマイコーですと言うキャッチフレーズ）
- 外為どっとコム